# James Woods
James Howard Woods (Vernal, 18 de abril de 1947) é um ator americano.

## Biografia
James Woods cursou Ciências Políticas na Universidade de Massachusetts onde começou a se apresentar em peças do circuito do teatro universitário. Mudou-se para Nova Iorque, desistiu do curso e estreou na Broadway. Destaque-se seu elevado QI, que tem o valor de 184.
Em 1972 foi simultaneamente para o cinema e para a televisão, estreando no primeiro com Os Visitantes e na televisão com Passos. Woods não tem propriamente uma aparência de galã, já que é muito magro e tem um rosto todo marcado, mas foi casado com a bela atriz Sean Young. A crítica especializada o considera um dos mais atuantes e brilhantes atores do cinema americano.
Possui uma estrela na Calçada da Fama, localizada em 7021 Hollywood Boulevard.
Faz o papel de "Sebastian Stark" na série Shark (analogia entre o nome da personagem e shark = tubarão, em inglês), que em Portugal é transmitida na SIC e na Fox, com o título A Lei do Mais Forte. James Woods faz o papel de um famoso advogado de defesa de grandes criminosos que, após um caso chocante, decide passar para a acusação no Ministério Público, sem contudo perder os seus métodos de investigação e atuação em tribunal relativamente marginais. James Woods emprestou sua voz ao personagem Mike Toreno no game Grand Theft Auto: San Andreas.

## Filmografia
- 2013 - White House Down (br: O Ataque)
- 2011 - "Straw Dogs" (br: "Sob O Domínio Do Medo")
- 2007 - Surf's Up (br: Tá Dando Onda) - Régis Belafonte (voz)
- 2006 - End Game (br: End Game)
- 2005 - Be Cool (br: Be Cool - O Outro Nome do Jogo)
- 2005 - Pretty Persuasion (br: Garotas Malvadas)
- 2002 - Stuart Little 2 (br: Stuart Little 2) - Falcão (voz)
- 2002 - John Q (br: Um Ato de Coragem)
- 2001 - Race To Space (br: Meu Amigo, O Astronauta)
- 2001 - Riding in Cars with Boys (br: Os Garotos da Minha Vida)
- 2001 - Scary Movie 2 (br: Todo Mundo em Pânico 2)
- 2001 - Final Fantasy: The Spirits Within (br: Final Fantasy) (voz)
- 2000 - Dirty Pictures (br: Fotos Proibidas) (TV)
- 1999 - The General's Daughter (br: A Filha do General)
- 1999 - The Virgin Suicides (br: As Virgens Suicidas)
- 1999 - Crime (br: Crime Verdadeiro)
- 1999 - Any Givem Sunday (br: Um Domingo Qualquer)
- 1998 - Another Day in Paradise (br: Outro Dia no Paraíso)
- 1998 - John Carpenter's Vampires (br/pt: Vampiros de John Carpenter)
- 1997 - Contact (br: Contato)
- 1997 - Hercules (br: Hércules) (voz)
- 1996 - Ghosts from Mississipi (br: Fantasmas do Passado)
- 1996 - The Summer of Ben Tyler (br: O Conflito Ben Tyler) (TV)
- 1996 - Killer: A Journal Of A Murder (br/pt: Killer - Confissões de um Assassino)
- 1995 - Nixon (br: Nixon)
- 1995 - Casino (br: Cassino)
- 1995 - Indictment: The McMartin Trial (br: Acusação) (TV)
- 1994 - The Specialist (br: O Especialista)
- 1992 - Diggstown (br: Golpe Perfeito)
- 1992 - Straight Talk (br: Falando Francamente)
- 1992 - Chaplin (br: Chaplin)
- 1992 - Citizen Cohn (br: Cidadão Cohn)
- 1991 - The Hard Way (br: Aprendiz de Feiticeiro)
- 1989 - Immediate Family (br: Quase uma Família)
- 1989 - My Name Is Bill W. (br: O Valor da Vida)
- 1989 - True Believer (br: Justiça Corrupta)
- 1988 - The Boost (br: Tensão)
- 1987 - Best Seller (br: A Marca da Corrupção)
- 1987 - Cop (br: Um Policial Acima da Lei)
- 1987 - In Love and War (br: No Amor e na Guerra) (TV)
- 1986 - Salvador (br: Salvador, o Martírio de um Povo)
- 1985 - Stephen King's Cat's Eye (br: Olhos de Gato)
- 1984 - Against All Odds (br: Paixões Violentas)
- 1984 - Once Upon a Time in America (br: Era Uma Vez na América)
- 1983 - Videodrome (br: Videodrome - A Síndrome do Vídeo)
- 1981 - Eyewitness (br: Testemunha Fatal)
- 1979 - And your name is Jonah (br: Seu nome é Jonas)
- 1979 - The Onion Field (br: Assassinato a Sangue Frio)
- 1978 - Holocaust (br: Holocausto)
- 1977 - Raid on Entebbe (br: Resgate Fantástico)
- 1975 - Night Moves (br: Um Lance no Escuro)
- 1974 - The Gambler (br: O Jogador)
- 1973 - The Way We Were (br: Nosso Amor de Ontem)
- 1972 - The Visitors (br: Os Visitantes)

## Prêmios e indicações
Oscar
- Recebeu uma indicação na categoria de Melhor Ator (principal), por Salvador (1986).
- Recebeu uma indicação na categoria de Melhor Ator (coadjuvante/secundário), por Ghosts from Mississipi (1996).

Globo de Ouro
- Recebeu uma indicação na categoria de Melhor Ator (filme dramático), por The Onion Field (1979).
- Recebeu uma indicação na categoria de Melhor Ator (coadjuvante/secundário), por Ghosts from Mississipi (1996).
- Recebeu sete indicações na categoria de Melhor Ator (minissérie ou filme) em televisão, por Promise (1986), In Love and War (1987), My Name is Bill W. (1989), Citizen Cohn (1992), Indictment: The McMartin Trial (1995), The Summer of Ben Tyler (1996) e Dirty Pictures (2000). Venceu por Promise.

Independent Spirit Awards
- Recebeu três indicações na categoria de melhor ator, por Salvador (1986), Best Seller (1987) e The Boost (1988). Venceu por Salvador.